# Episodi di Tales of the City (miniserie televisiva 2019)
| n° | Titolo originale         | Titolo italiano            | Prima TV USA  | Prima TV Italia |
| -- | ------------------------ | -------------------------- | ------------- | --------------- |
| 1  | Coming Home              | Ritorno a casa             | 7 giugno 2019 | 7 giugno 2019   |
| 2  | She Messy                | È un casino                | 7 giugno 2019 | 7 giugno 2019   |
| 3  | Happy, Now?              | Contento ora?              | 7 giugno 2019 | 7 giugno 2019   |
| 4  | The Price of Oil         | Il prezzo del petrolio     | 7 giugno 2019 | 7 giugno 2019   |
| 5  | Not Today, Satan         | Non oggi, Satana           | 7 giugno 2019 | 7 giugno 2019   |
| 6  | A Touch O' Butch         | Un pizzico di maschiaccio  | 7 giugno 2019 | 7 giugno 2019   |
| 7  | Next Level Sh*t          | Tensione alle stelle       | 7 giugno 2019 | 7 giugno 2019   |
| 8  | Days of Small Surrenders | Sacrifici piccoli e grandi | 7 giugno 2019 | 7 giugno 2019   |
| 9  | Rainbow Warriors         | Guerrieri dell'arcobaleno  | 7 giugno 2019 | 7 giugno 2019   |
| 10 | Three of Cups            | Il tre di coppe            | 7 giugno 2019 | 7 giugno 2019   |

## Ritorno a casa
- Titolo originale: Coming Home
- Diretto da: Alan Poul
- Scritto da: Soggetto di Lauren Morelli e Michael Cunningham - Sceneggiatura di: Lauren Morelli

### Trama
La celebrazione del 90º compleanno di Anna Madrigal al 28 di Barbary Lane fa tornare Mary Ann Singleton a San Francisco dopo 23 anni di assenza. Anche se ella è molto felice di rivedere Michael Tolliver, il suo ex coinquilino, e Anna, la sua ex padrona di casa,  è imbarazzata di rivedere l'ex marito Brian Hawkins. Per l'occasione rivede anche Shawna, la figlia che abbandonò per perseguire una carriera nella televisione . Michael ha una relazione con un uomo molto più giovane, Ben Marshall. Shawna passa una notte con la documentarista Claire Duncan, e l'uomo transgender Jake Rodriguez è confuso riguardo alla sua nuova attrazione per gli uomini. Mary Ann è scioccata nell'apprendere che a Shawna non è mai stato detto che lei e Brian non sono i suoi genitori biologici. Anna riceve un messaggio misterioso.

## È un casino
- Titolo originale: She Messy
- Diretto da: Alan Poul
- Scritto da: Marcus Gardley

### Trama
Mary Ann decide di rimanere un po' più a lungo in città per dire a Shawna la verità, ma Michael sostiene che non dovrebbe farlo. Jake confessa alla sua ragazza, Margot Park, che è attratto dagli uomini. Sam Garland visita Anna per farle compagnia. Mary Ann visita il suo vecchio amico, il socialite DeDe Halcyon Day, che è d'accordo sulla scelta passata di Mary Ann di perseguire una carriera e del suo piano attuale per dire a Shawna la verità. Michael chiede a Shawna di aiutarlo a competere in una serata quiz in un bar con Ben. La squadra di Barbary Lane vince e Shawna torna a casa con Eli e Inka, una coppia sposata della squadra avversaria. L'amico di Brian, Wren, lo spinge ad uscire con qualcuno per smettere finalmente di pensare a Mary Ann. Jake ha un appuntamento con Flaco Ramirez. Mary Ann appare sulla soglia di casa di Shawna con un regalo: un disco in vinile di Peter Pan, il preferito di quando era bambina.

## Contento ora?
- Titolo originale: Happy, Now?
- Diretto da: Silas Howard
- Scritto da: Hansol Jung

### Trama
Mary Ann riceve i documenti di divorzio da suo marito, Robert. Jake porta Margot alla festa per la rivelazione del sesso del bambino di sua sorella Linda. Claire insegna a Shawna alcune cose sulla storia gay di San Francisco. Un'altra nota misteriosa arriva ad Anna, seguita da una telefonata che minaccia di rivelare il suo segreto a meno che non firmi la vendita del 28 di Barbary Lane. Michael lotta con l'opzione di smettere di usare il preservativo poiché Ben è in PrEP. Brian e Wren fanno sesso, come Jake e Flaco. Margot rompe con Jake. L'ex fidanzato di Michael, Harrison, riappare. Anna annuncia a Mary Ann, Brian, e ai residenti che sta vendendo l'edificio.

## Il prezzo del petrolio
- Titolo originale: The Price of Oil
- Diretto da: Silas Howard
- Scritto da: Andy Parker

### Trama
Mary Ann cerca di radunare gli abitanti del 28 Barbary Lane per cercare di fermare la vendita, ma tutti gli altri, anche se infelici, vogliono onorare i desideri di Anna. Ben scopre da Shawna che Harrison ha rotto con Michael perché è sieropositivo. Harrison, che ora è lui stesso positivo, si scusa con Michael per averlo trattato in quel modo in passato. Margot si lega a DeDe. Il ghiaccio tra Shawna e Mary Ann inizia a sciogliersi. La cena di Harrison si fa cupa quando Ben si oppone ad una conversazione transfobica e Ben e Michael litigano. Michael racconta le sue esperienze durante la crisi dell'AIDS degli anni '80. Rendendosi conto che entrambi pensano che dietro alla decisione di Anna sia qualcosa di insolito, Mary Ann e Shawna uniscono le forze per indagare, a partire dal nuovo amico di Anna, Sam.

## Non oggi, Satana
- Titolo originale: Not Today, Satan
- Diretto da: Stacie Passon
- Scritto da: Thomas Page McBee

### Trama
Anna si arrabbia quando i residenti organizzano un mercatino di oggetti usati senza il suo permesso. Quando lei va via con Sam, Mary Ann e Shawna li seguono. Anna visita una casa geriatrica LGBTQ, e sebbene Shawna rinunci alle indagini, Mary Ann persiste. Jake torna dai suoi genitori. Michael va a caccia di una nuova casa. La relazione novella di Brian e Wren crolla. Jake aiuta Linda ad avere il suo bambino. Anna chiede a Sam di portarla alla stazione di polizia, ma prima che lei possa denunciare il suo ricattatore, si sente male e se ne va. Mary Ann viene a sapere che gli ultimi tre clienti di Sam sono morti e gli hanno lasciato dei soldi. Mary Ann, Shawn e Brian si precipitano nell'ospedale dove si trova Anna.

## Un pizzico di maschiaccio
- Titolo originale: A Touch O' Butch
- Diretto da: Stacie Passon
- Scritto da: Patricia Resnick

### Trama
Anna è tornata a casa dopo il suo attacco di panico, e Sam si è dimostrato innocuo. Ani e Raven convincono DeDe a farli rimanere nella sua guest house e documentare la sua vita sui social media. Shawna sente che Claire la sta evitando. Mary Ann si scusa con Brian per aver lasciato lui e Shawna, e lui esprime la sua colpa per aver mentito a Shawna in tutti questi anni. Mary Ann e Brian si baciano e più tardi fanno sesso. Ben e Michael discutono di avere un rapporto a tre. Mary Ann firma i suoi documenti per il divorzio. Claire rompe con Shawna per concentrarsi sul suo documentario. Anna va al bar burlesque dove lavora Shawna. Shawna incappa sul suo certificato di nascita, dove trova scritto che Connie Bradshaw è sua madre.

## Tensione alle stelle
- Titolo originale: Next Level Sh*t
- Diretto da: Patricia Cardoso
- Scritto da: Jen Silverman

### Trama
Avendo appreso la verità sulla sua adozione, Shawna sconvolta si arrabbia con Anna per averle mentito. Shawna scompare, e Brian e Mary Ann sono molto preoccupati. Sam racconta a Mary Ann della visita di Anna alla stazione di polizia e chiede il suo aiuto per scoprire quale segreto stia disturbando Anna. Shawna visita il fratello di Connie, Buzz Bradshaw, sulla costa orientale, e poi il marito di Mary Ann, Robert. Michael e Ben partecipano a un matrimonio gay al Russian River, e litigano per l'idea di Michael di affittare una stanza da Harrison. Michael fa sesso con un altro uomo. Jake va all'appartamento di Flaco dopo una brutta esperienza in un bar. Dopo aver rintracciato un uomo del passato di Anna, Mary Ann e Sam vanno da lui e chiedono la verità.

## Sacrifici piccoli e grandi
- Titolo originale: Days of Small Surrenders
- Diretto da: Alan Poul
- Scritto da: Lauren Morelli

### Trama
Negli anni '60, una giovane Anna arriva a San Francisco. Comincia a lavorare in una libreria e presto incontra Ysela, un'altra donna transgender. Anna ha un appuntamento con un agente di polizia di nome Tommy, che le piace ma inizialmente si ritrae quando scopre di essere transgender. Presto si presenta alla sua porta, scusandosi e volendo perseguire una relazione, e alla fine la sposa. Tommy avverte Anna che deve prendere le distanze dai suoi amici per farlo funzionare, e si trasferiscono insieme. Anna scopre 28 Barbary Lane e mente a Ysela sulla professione di Tommy. Ysela si confronta con Anna quando viene a sapere che Tommy fa parte delle forze di polizia, che sta abusando e uccidendo sistematicamente le sue amiche transessuali. Anna affronta Tommy per l'estorsione della polizia contro la comunità transgender, ma viene chiamato a causa della rivolta della Caffetteria di Compton. Anna lo segue per proteggere le sue amiche, ma viene arrestata con loro. La loro vita è distrutta, Tommy dà ad Anna tutti i soldi dell'estorsione che ha risparmiato per poterle regalare l'intervento chirurgico di riassegnazione di genere e sopravvivere. Li prende a malincuore e compra 28 Barbary Lane.

## Guerrieri dell'arcobaleno
- Titolo originale: Rainbow Warriors
- Diretto da: Sydney Freeland
- Scritto da: Andy Parker

### Trama
Nel presente, Mary Ann, Michael e Brian si stanno riprendendo dal segreto di Anna, e sperano che l'FBI possa trovare il ricattatore. I residenti ricevono avviso che il 28 Barbary Lane sarà demolito il giorno successivo. Quando Michael riconosce il caposquadra dell'equipaggio, Mary Ann sospetta che Harrison sia dietro il crimine. Michael recluta Ani e Raven per inscenare una protesta come tattica di stallo, che attira una folla di sostenitori. Ben segue Harrison. Shawna chiama Claire con delle scuse. Mary Ann, Michael e Brian cercano di seguire gli indizi che hanno sull'identità del ricattatore. Sam trova Ysela e chiede ad Anna di vederla. Anna si scusa e Ysela la incoraggia a combattere. Ben affronta Harrison a Barbary Lane, ma scopre che non è responsabile. La loro indagine conduce Mary Ann, Michael e Brian a Claire.

## Il tre di coppe
- Titolo originale: Three of Cups
- Diretto da: Kyle Patrick Alvarez
- Scritto da: Lauren Morelli

### Trama
Anna si siede per un'intervista con Claire, rivelando presto di aver saputo che Claire è l'unica a ricattarla. Claire rimprovera Anna e afferma che la distruzione di Barbary Lane sarà la fine perfetta del suo documentario. Anna dice a Claire che ha ancora la possibilità di sistemare le cose, ma Claire si scatena. Allertato da Michael, Jake e Margot rivelano alla folla che Claire è la parte colpevole. Mary Ann, Michael e Brian arrivano con i genitori di Claire, che la portano via. Mary Ann trova i nastri VHS di Shawna di "Mary Ann in the Morning", il suo programma televisivo. Shawna torna a casa a San Francisco. Anna muore nel sonno. Gli abitanti si riuniscono per piangere Anna e ricordarla. Shawna prende il consiglio di Anna e parte per vedere il mondo e ritrovare se stessa.